# Irpień
Irpień (ukr. Ірпінь, Irpiń) – miasto na Ukrainie, w obwodzie kijowskim, w rejonie buczańskim; leży w aglomeracji kijowskiej; liczy 63 tys. mieszkańców (2024).
Irpień leży na lewym brzegu Irpienia i prawym brzegu Buczy, na północny zachód od Kijowa i na południe od Buczy, na północ od której znajduje się port lotniczy Kijów-Hostomel. 
W mieście rozwinął się przemysł maszynowy oraz meblarski.
Na miejscowym cmentarzu został pochowany Zygmunt Charkiewicz (zm. 1988).

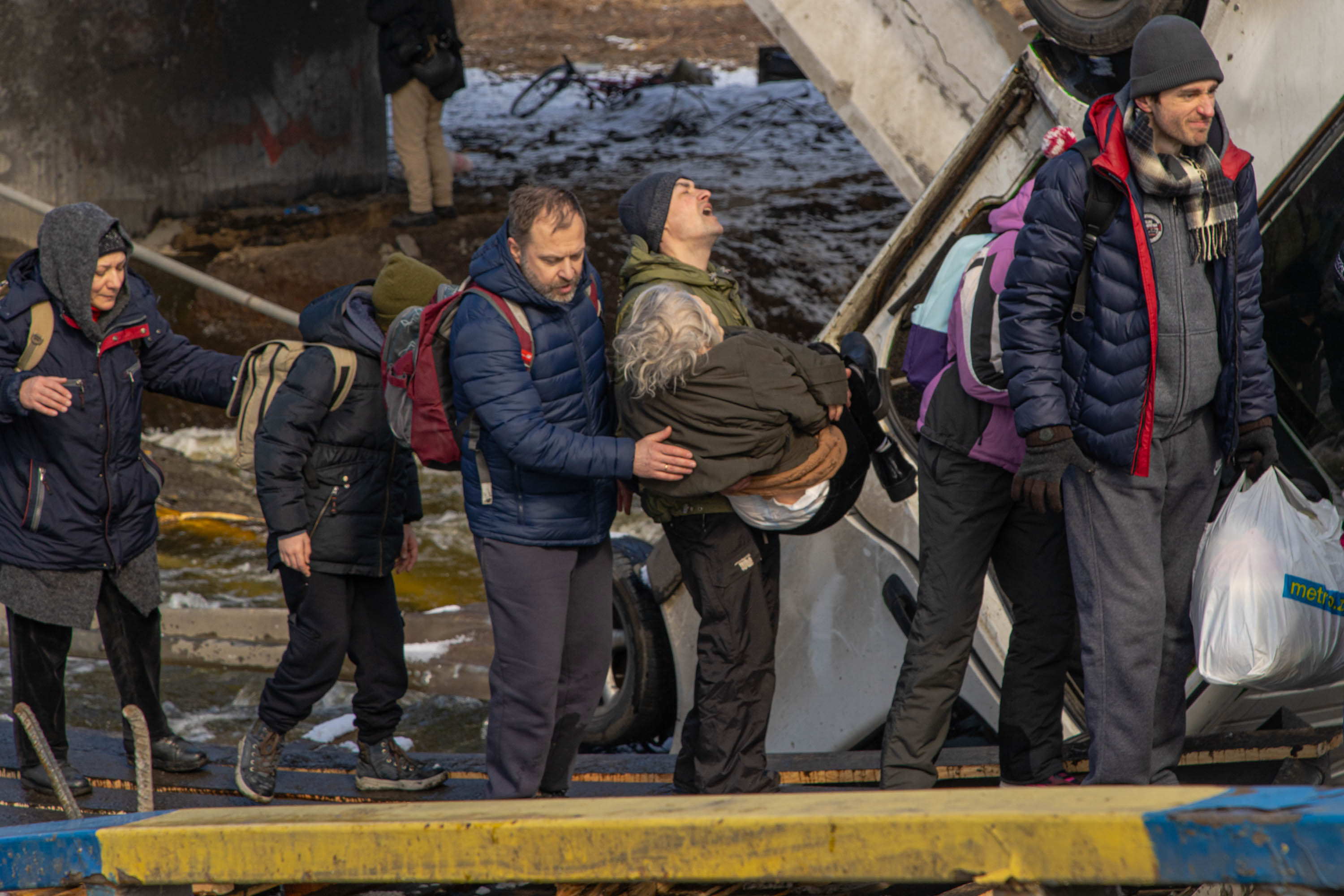
Ewakuacja mieszkańców Irpienia pod zbombardowanym mostem na rzece Irpień, 8 marca 2022

Podczas rosyjskiej inwazji na Ukrainę w okresie luty-marzec 2022 o Irpień toczyły się zaciekłe walki między wojskami rosyjskimi a ukraińskimi. Ostatecznie miasto zostało wyzwolone przez siły ukraińskie w dniu 28 marca 2022. Podczas okupacji miejscowości przez Siły Zbrojne Federacji Rosyjskiej żołnierze rosyjscy dopuścili się licznych zbrodni wojennych na miejscowej ludności cywilnej.
13 marca 2022 w Irpieniu zginął Brent Renaud, amerykański dziennikarz, zastrzelony przez rosyjskich żołnierzy podczas rosyjskiej okupacji miasta.
24 marca 2022 Irpieniowi nadano tytuł miasta-bohatera Ukrainy.

## Współpraca
- Mołodeczno, Białoruś
- Smiła, Ukraina
- Kociubynśke, Ukraina[8]
- Pisz, Polska[9]